# Phlomis margaritae
Phlomis margaritae là một loài thực vật có hoa trong họ Hoa môi. Loài này được Aparicio & Silvestre miêu tả khoa học đầu tiên năm 1986.